# Pablo Llarena
Pablo Llarena Conde (Burgos, enero de 1963) es un juez español. Ejerce como magistrado de la Sala Segunda del Tribunal Supremo de España.

## Biografía
Es hijo de juristas. Su padre, Juan Jesús Llarena Chave, era abogado y acabó su carrera como magistrado de la Sala de lo Civil y Penal del Tribunal Superior de Justicia de Castilla y León. Su madre, María del Carmen Conde Vivar, también abogada, fue la primera mujer colegiada como letrada en el Ilustre Colegio de Abogados de Burgos, y acabó su carrera como Letrada de la Administración de Justicia (antiguo cuerpo de Secretarios Judiciales de la Jurisdicción Laboral) en la Sala de lo Social del Tribunal Superior de Justicia de Castilla y León.
Pablo Llarena se licenció en Derecho en la Universidad de Valladolid, colegio universitario de Burgos, y ejerció como abogado de 1986 a 1988.
Ha sido tutor de prácticas, profesor de derecho penal de la Escuela Judicial Española, profesor en la Escuela de Práctica Profesional de la Abogacía de la Universidad Autónoma de Barcelona y profesor colaborador del curso de postgrado en Práctica Jurídica de la Facultad de Derecho de la Universidad de Barcelona. Además, entre 2003 y 2005 fue jefe de formación inicial del Consejo General del Poder Judicial.

Está afiliado a la Asociación Profesional de la Magistratura, de la que fue presidente entre enero de 2013 y noviembre de 2015, tras haber sido su portavoz. Desde esta asociación, defendió que la solución al problema del independentismo catalán tenía que ser «esencialmente política».
Lo que no se puede pretender es que toda la cuestión relativa a atribuir un espacio significativo a la individualidad catalana y toda esta cuestión relativa a la integración de Cataluña en España se vaya a resolver judicialmente, porque no tiene que ser así. [...] 
— Pablo Llarena.
Está casado con Gema Espinosa –directora de la Escuela Judicial Española– y es padre de dos hijos. El matrimonio vive en San Cugat y tiene una residencia en Das. A finales de marzo de 2018, miembros de la organización juvenil independentista Arran hicieron pintadas contra Llarena en Das y el CGPJ pidió protección para él y su familia. Además, se publicó un tuit sobre Llarena y su esposa, que fue denunciado por la fiscalía de Tarragona, solicitando un año y seis meses de cárcel para la autora por un delito de amenazas, o alternativamente de coacciones, y una multa de 2100 euros por injurias a funcionario público.

## Trayectoria
Ingresó por oposición en la Carrera Judicial y lo hizo, con el número uno de su promoción, en 1989. Fue destinado al Juzgado de Primera Instancia e Instrucción n.º 1 de Torrelavega. Luego se trasladó al Juzgado de Primera Instancia e Instrucción n.º 8 de Burgos y después, al Juzgado de Instrucción n.º 31 de Barcelona.
En 1998 se incorporó como magistrado a la sección sexta de la Audiencia Provincial de Barcelona. En febrero de 2011 fue designado, por el Consejo General del Poder Judicial, presidente de la Audiencia Provincial de Barcelona.
Fue designado magistrado de la Sala Segunda del Tribunal Supremo el 28 de enero de 2016 por el Consejo General del Poder Judicial. El nombramiento fue recurrido por la asociación Juezas y Jueces para la Democracia, pero el Tribunal Supremo desestimó el recurso el 27 de marzo de 2017.

## Publicaciones
Es autor de diversos artículos en materia penal y ha participado en obras colectivas como:
- El derecho a la tutela judicial efectiva.
- La protección jurisdiccional de los derechos.
- Autonomía y justicia en Cataluña.
- La reforma del proceso penal.
- 2004: Las medidas reales cautelares en el nuevo procedimiento abreviado.
- 2005: El caso del Imán de Fuengirola.
- 2007: Los sistemas de turnos y acceso a la carrera judicial de juristas de reconocido prestigio: la justicia de proximidad y sus opciones.
- 2008: Consideración puntual de determinados aspectos relativos a la responsabilidad penal de jueces y magistrados.